# Макавеев, Душан
Душан Макавеев (серб. Душан Макавејев, сербохорв. Dušan Makavejev; 13 октября 1932, Белград, Королевство Югославия — 25 января 2019, Белград, Сербия) — сербский, югославский кинорежиссёр и сценарист. Один из первых создателей фильмов, которые позже были названы критиками Югославской чёрной волной (серб. Црни талас, англ. Yugoslav Black Wave).

## Биография
Душан Макавеев родился в 1932 году в Белграде. Отец — югославский инженер-архитектор Сергей Маккавеев (в 1944 году арестован СМЕРШем, дальнейшая судьба неизвестна), сын эмигрировавшего из Российской империи военного инженера полковника Сергея Александровича Маккавеева (1875-1937).  В пятилетнем возрасте увидел мультипликационный фильм «Белоснежка и семь гномов» The Walt Disney Company и, по собственному признанию, навсегда увлёкся кинематографом. После завершения среднего образования поступил в Белградский университет, где изучал психологию. Среди преподавателей были специалисты старой немецкой школы гештальтпсихологии, в том числе соратники Зигмунда Фрейда. Именно там Душан Макавеев впервые познакомился с работами Эриха Фромма и Вильгельма Райха, которые позже окажут значительное влияние на его творчество. В 1955 году обучение в университете было завершено.
Ещё студентом Душан Макавеев начал работать в качестве сценариста и режиссёра хроникально-документальных фильмов. Взгляды молодого автора носили про-коммунистический, нередко ортодоксальный характер; названия его картин говорили за себя «Иллюстрированная книга пчеловодов», «Что такое Совет рабочих?», «Парад 1962 года» и т. д. При этом его честные намерения критически отражать и изобличать существующие в обществе недостатки и этим вносить свой вклад в строящийся социализм натыкались на обвинения в «перетряхивании грязного белья» и клевете. В середине 1960 годов ему пришлось уйти из кино-документалистики.
В 1964 году Душан Макавеев вступает в брак с Бояной Мариян.

## Творческая карьера

### «Человек не птица» (1965 год)
Дальнейшая творческая судьба, как предполагает сам режиссёр, сложилась успешно благодаря, в том числе, экономическому кризису в кинематографе США. Удорожание процессов съёмок в Америке привело к переносу их в Европу, большей частью в Италию (явление спагетти-вестернов). Италия, в свою очередь, делегировала часть функций в Югославию, где в сельском хозяйстве сохранились большие популяции лошадей, рабочая сила для строительства декораций была недорога и доступна, а правительство практически даром предоставляло военнослужащих в качестве статистов для массовых сцен. Югославские студии были загружены заказами из-за рубежа (в это время, в частности, происходили съёмки таких крупных проектов, как «55 дней в Пекине» и «Корабли викингов»), в результате чего в кинематографическом бюджете образовались свободные денежные ресурсы, и несколько молодых режиссёров получили возможность финансирования съёмок полнометражных художественных проектов.
Душан Макавеев получил оператора, художника-постановщика, помещение в киностудии «Avala Film» и приступил к съёмкам первого фильма «Человек не птица». Формально картина представляла собой производственную драму, содержащую романтическую интригу сразу с двумя любовными треугольниками. Однако ряд сцен и ситуаций предлагал взглянуть с иронией на социальные, а иногда и политические реалии социалистической Югославии. Кроме того, фильм содержал откровенную для своего времени сексуальную энергетику. Но результатами работы молодой творческой группы чиновники, увлечённые сотрудничеством с американскими студиями, практически не интересовались. «Должностные лица были слишком заняты съёмками этого гигантского голливудского фильма, что они либо не понимали или не беспокоились о том, чем мы занимаемся… А люди, которые понимали, что мы делаем, — любили нас».

### «Любовная история или трагедия телефонистки» (1967 год)
При схожих обстоятельствах происходили съёмки следующего фильма — «Любовная история или трагедия телефонистки» (на фоне романтической истории выстроен сюрреалистический коллаж: сексолог читает лекцию о древних фаллических культах, телевизионный диктор сообщает данные о росте популяции чёрных крыс и успехах дератизаторов по борьбе с ними, криминалист делает подробный доклад по методам убийства и трудностях при расчленении тел). Макавеев запросил разрешение, ему предложили написать сценарий. Он написал несколько страниц полу-абсурдного текста. Не читая, ему предложили расширить до 24 страниц. Режиссёр пошёл в полицейский участок и получил информацию о самом громком случае последних дней — обнаружении утопленницы, неизвестной молодой женщины. Макавеев описал этот случай, расширив «сценарий» до требуемого объёма, и немедленно приступил к съёмкам. В творческий процесс опять никто не вмешивался. Только после того, как фильм вышел на экраны, был куплен для проката в Германии, выяснилось, что официального разрешения на его производство никто не давал. Но любители и знатоки кино во всём мире уже говорили о Макавееве как о подающем большие надежды режиссёре, стиль которого многие сравнивали с ранним Годаром, а иронию с юмором «комика без улыбки» Бастера Китона. Начинающий в тот период критик Роджер Эберт так писал в 1969 году о впечатлении от «Любовной истории…»: «Проблема заключается в следующем: фильмы Макавеева просто не могут быть сопоставлены с большой частью американской аудитории. Я оцениваю, что как минимум половина купивших билеты посчитали, что их ограбили. И это случилось не потому, что Макавеев излишне интеллектуален или что-нибудь иное, столь же ужасное в этом роде. Его фильмы прямы, откровенны, иногда грубы… Но, кроме того, они чувственны и смешны. Вы должны обладать определённым складом ума, чтобы оценить юмор и точность Макавеева. Вчера вечером в кинотеатре всего 20 человек были в состоянии восторга. Мы плакали от смеха, задыхаясь и хрипя, аплодировали. Остальные зрители сидели в полном молчании». В конце 1960 годов картина заняла второе место по сборам от проката в Югославии. Сам режиссёр предполагает, что причина этого — наличие сцен сексуального характера.

### «Невинность без защиты» (1968 год)
К съёмкам третьего фильма вновь приступили при аналогичных обстоятельствах отсутствия цензурного контроля. После первой картины, которая была принята успешно, коллеги предупреждали Душана Макавеева: второй фильм ожидает провал, всё, что начинающие режиссёры могут сказать зрителю, они высказывают в первой работе. C «Любовной историей…» такого не произошло, её демонстрировали вне конкурса на нескольких международных фестивалях. Но во время подготовки к третьей ленте Макавеев испытал определённый творческий кризис и принял решение снимать документальный фильм. Он разместил объявления в газетах о поиске людей с экстраординарными психическими и физическими возможностями. Пришли тысячи ответов, но «первая половина была от глотателей огня, а вторая — от людей, способных удерживать футбольный мяч на голове в течение длительного времени». Тогда режиссёр решил исследовать фильм, о котором все слышали, но практически никто не видел. Во время немецкой оккупации сербский спортсмен и акробат Драголюб Алексич снял любительский фильм «Невинность без защиты» (сербохорв. Nevinost bez zastite). Даже ограниченный прокат принёс ему определённый доход. Однако после войны, во время массового преследования дельцов, разбогатевших на спекуляциях с продуктами и сотрудничестве с нацистами, Алексич не стал афишировать свой фильм и полученные от него доходы.
Душан Макавеев разыскал автора и ленту и на её основе создал полнометражный документальный фильм, включив туда записи своих беседы с Алексичем. Эта работа стала одной из самых успешных в творчестве режиссёра. Она получила два приза на кинофестивале в Берлине, демонстрировалась на киноконкурсах в Мексике, США, Балканских странах; была куплена для проката югославским телевидением.
В 1970 году Душан Макавеев был приглашён членом жюри Берлинского кинофестиваля. Прямой и свободолюбивый художник отказался следовать заранее спланированному исходу политизированного кино-конкурса и открыл журналистам все заранее известные результаты. В итоге большинство участников сняли свои фильмы с программных показов, а фестиваль практически был сорван.

### «W. R. Тайны организма» (1971 год)
Четвёртый полнометражный фильм Душана Макавеева югославского периода творчества — «W. R. Мистерии организма» (или «W. R. Тайны организма»), — является, безусловно, самой известной и обсуждаемой из его работ. Инициалы W. R. принадлежат Вильгельму Райху — австрийскому психологу, одному из основоположников неофрейдизма, стороннику отмены репрессивной морали и введения широкого полового просвещения. Идеи Райха заинтересовали режиссёра ещё во время обучения в университете. Трагическая судьба экстравагантного учёного в период его американской эмиграции со значительной долей художественного вымысла была положена в основу фильма.
Картина с восторгом была принята международными кинокритиками, включена в программу обучения большинства университетов с киноведческими факультетами, получила несколько фестивальных наград.
Кинематографическое исследование теории об оргонической энергии сопровождалось, в том числе, откровенными сценами демонстрации половых актов. Кроме того, главной героине, являвшейся воплотительницей идей жизни и любви, противостоял советский фигурист с говорящим именем Владимир Ильич. Фильм был объявлен порнографическим, а режиссёр — разрушителем моральных устоев, врагом государства, «порнографом-антисоветчиком». К показу картина была запрещена (впервые в Югославии вышла только через 16 лет). В один из дней 1973 года Душан Макавеев случайно обнаружил, что болты крепления колёс на его автомобиле подпилены. Опасаясь дальнейшей мести властей, он экстренно эмигрировал во Францию.

### «Сладкий фильм» (1974 год)
Достаточно скоро Душан Макавеев нашёл источники финансирования для съёмок новой ленты. Именно в этот период Фрэнсис Форд Коппола, посмотрев «W. R. Тайны организма», предложил ему стать режиссёром своего проекта «Апокалипсис сегодня». Но тот отказался, так как уже приступил к созданию картины «Сладкий фильм».
Совместная лента компаний Канады, Франции и ФРГ — это эпатажная социальная сатира, драма с многочисленными элементами сексуального характера и эстетикой венского акционизма. Фильм вызвал скандал на фестивале в Каннах и был сразу запрещён к прокату в большинстве стран мира.
По первоначальной концепции картина не должна была стать столь жёсткой. Душан Макавеев задумал её как комедию, в которой героиня актрисы Милены Дравич, голова которой была отрезана в предыдущем фильме «W. R. Тайны организма», состоит из трёх женских типажей (некоторая аллюзия на доктора Джекила и мистера Хайда). Милена Золотая должна была отражать богемную индивидуалистку, представительницу общества потребления, Милена Красная — мятущуюся героиню пьес Максима Горького, но с большим юмором, Милена Серая — шизофреничка с кататоническим синдромом. В финале три Милены должны были соединиться в одну, став действительно живым, многогранным человеком.
Финансирование осуществляли международные, большей частью правительственные источники Канады и Франции. Югославская актриса Милена Дравич была заменена на канадку Кароль Лор. Сценарий стал развиваться, трансформироваться. Недовольная большим количеством самых откровенных сцен, главная героиня отказалась продолжить съёмки. Для продолжения процесса производства была приглашена польская театральная актриса Анна Пруцналь. Картина получалась разделённой на две сюжетные линии, лишь несколько связанные между собой, всё более политизированной и острой.
После премьеры критики разделились на два лагеря, а рецензии в разные годы в разных странах колебались от «странное, плохое, неприятное, тяжёлое, недопустимое кино» до «по-настоящему новаторский, нарушающий кинематографические правила и расширяющий художественные границы (фильм)». Если в Англии и ЮАР лента была запрещена даже без рассмотрения возможности цензурных купюр, то в Италии она была освобождена от цензуры судом (авторский дубляж сделал Пьер Паоло Пазолини), а Израиль купил на неё права и продлевал их в течение 21 года.
Душан Макавеев оказался в двусмысленной ситуации. В социалистических странах он был изгоем и диссидентом. Продюсеры капиталистических стран признавали в нём талантливого кинематографиста, но финансировать фильмы соглашались только при условии предварительного согласования сценария, от чего отказывался сам режиссёр. На семь лет он был отлучён от творческого процесса.

### «Монтенегро» («Черногория», 1981 год)
В 1980 году шведский продюсер Бо Йонссон предоставил Душану Макавееву полный карт-бланш на производство нового фильма. Созданная им картина «Монтенегро» (рус. Черногория) основывается на следующем сюжете. Достаточно молодая (37 лет) женщина изнывает от безделья и сексуальной неудовлетворённости в особняке своего мужа-бизнесмена. По воле случая она знакомится с мужчиной по кличке Монтенегро и попадает на самое дно иммигрантских трущоб Стокгольма. Последующие приключения полностью изменяют её мировоззрение. По воспоминанию режиссёра, он «планировал разместить в начале картины следующие титры: „Этот фильм посвящён новой невидимой нации Европы, занимающей четвёртое место, из 11 миллионов иммигрантов и гастарбайтеров, которые двинулись на север с их грязными привычками, плохими манерами и запахом чеснока“». Фильм был номинирован на Золотую пальмовую ветвь Каннского кинофестиваля, но награды не получил (уступив её «Человеку из железа» Анджея Вайды).

### Дальнейшее творчество
В 1985 году режиссёр поставил в Австралии фильм «Кокакольщик» (или "Парень из фирмы «Кока-Кола» "), который, несмотря на участие в главной роли Эрика Робертса, успеха не имел. В 1988 году Душан Макавеев выпустил фильм — политическую сатиру «Манифест». В 1993 году — «Горилла купается в полдень», также не получивший широкого распространения. В этот период режиссёр зарабатывал на жизнь, читая лекции на кинематографических курсах, в том числе в Гарвардском университете, и занимаясь литературной деятельностью.

## Критика творчества
В адрес режиссёра неоднократно звучала критика не только от политических и идеологических противников, но и специалистов в области психологии и сексологии за примитивное, на их взгляд, толкование теорий Вильгельма Райха. Так, доктор философии Джеймс де Мео, основатель и директор биофизической лаборатории оргонической энергии в штате Орегон, США, прямо обвиняет его в сомнительных спекуляциях на идеях психоаналитика, в их эксплуатации для прикрытия собственной творческой несостоятельности. Отражение так называемой «свободной любви» не согласуются с призывами Райха к разностороннему, но деликатному сексуальному воспитанию. Сцены совращения детей прямо противостоят работам психоаналитика, где тот настаивал на тщательной защите малолетних от взрослых растлителей.

## Избранная фильмография
| Год  |     | Русское название                           | Оригинальное название                       | Роль                     |
| ---- | --- | ------------------------------------------ | ------------------------------------------- | ------------------------ |
| 1965 | ф   | Человек не птица                           | Човек није тица                             | автор сценария, режиссёр |
| 1967 | ф   | Любовная история или трагедия телефонистки | Љубавни случај или трагедија службенице ПТТ | автор сценария, режиссёр |
| 1968 | док | Невинность без защиты                      | Невиност без заштите                        | автор сценария, режиссёр |
| 1971 | ф   | W. R. Тайны организма                      | W.R. Мистерије организма                    | автор сценария, режиссёр |
| 1974 | ф   | Сладкий фильм                              | Sweet Movie                                 | автор сценария, режиссёр |
| 1981 | ф   | Монтенегро                                 | Montenegro                                  | автор сценария, режиссёр |
| 1985 | ф   | Парень из фирмы «Кока-Кола»                | The Coca-Cola Kid                           | режиссёр                 |
| 1988 | ф   | Манифест                                   | Manifesto                                   | режиссёр                 |
| 1993 | ф   | Горилла купается в полдень                 | Gorilla Bathes at Noon                      | режиссёр                 |

## Награды
- Орден Вука Караджича[серб.] (Союзная Республика Югославия)[16]